# Siti di recensione di servizi
Un sito di recensione di servizi è un website su cui vengono espressi giudizi su professionisti e società, private o pubbliche, inerenti ai settori del mercato di servizi proposti dal sito.

## Categorie
Questi siti si dividono principalmente in due categorie:
- quelle in cui le recensioni sono eseguite da esperti dei diversi settori e categorie, pagati dal sito per postare articoli specializzati;
- quelle impostate sul Crowdsourcing, che permettono invece a chiunque di pubblicare le recensioni.

## Siti che pubblicano articoli specializzati
Questi sono diffusi soprattutto sul web americano. Le tipologie più importanti sono:
a) Siti che si rivolgono alle piccole aziende per suggerimenti, consigli e strumenti inerenti alle problematiche del loro settore. Un esempio importante è l’americano Business.com.
b) Siti che “accreditano” i professionisti e le aziende di ogni settore fornendone un’analisi specializzata. Spesso all’accreditamento sono associati anche servizi aziendali per imprese (ai fini dell’accreditamento). Tra questi, il più importante è probabilmente il canadese Better Business Bureau.
c) Siti finanziari, che riportano articoli su società quotate in borsa, sono diffusi in tutto il mondo.

## Siti di recensioni libere
Questi siti si differenziano a loro volta in tre tipologie principali: 

### Con iscrizione a pagamento
Quelli che richiedono l’iscrizione a pagamento degli operatori di servizio che si iscrivono. Questa tipologia si è affermata soprattutto nei settori alberghiero (Booking.com, Airbnb) e della ristorazione (TripAdvisor.com e Yelp).
L’esempio più importante nel settore della manutenzione casa è l’americano Angie’s List, che incominciò nel 1995 a Columbus (Ohio) ed ora è diffuso nella maggior parte degli stati americani e si è espanso alla manutenzione dei mezzi di trasporto.
In Italia vi sono poi diversi siti di associazioni di professionisti, che riportano recensioni degli associati.
In genere in questo tipo di sito alle recensioni è imposto un voto valutativo, e le recensioni negative sono soggette a vagli particolari, quando non escluse.

### Con iscrizioni libere
Non sono ancora molti, ma stanno nascendo in conseguenza del successo dei portali gratuiti ad incremento autonomo (per crowd-sourcing, come Wikipedia o Facebook), basati sulla scommessa che l’essere umano sia per natura portato ad informare il suo prossimo delle proprie esperienze in ogni campo.
In alcuni di questi, è comunque necessario che sia l’operatore ad iscriversi. In altri, può essere iscritto a sua insaputa dal recensore stesso.

## Legalità ed anonimato
Diffondere la propria esperienza ed il proprio giudizio nei confronti di un servizio non è vietato. Lo può diventare quando il giudizio viene spostato sul valore di una persona. Oppure, quando viene utilizzata una terminologia offensiva. Infine, quando falsa.
Il fatto che la maggior parte dei recensori non sia identificabile tramite lo username è superato dall’obbligo di detenzione di “dati di log” che permettano comunque l’identificazione del recensore alle autorità.
Il gestore del sito resta comunque perseguibile, sia penalmente che civilmente, quando omette di rimuovere i post offensivi o diffamanti dopo esserne venuto a conoscenza.
Una recente sentenza del tribunale di Venezia aggrava però la posizione dei gestori, avendo condannato il sito TripAdvisor per non aver controllato che una recensione negativa non ricomparisse, anche dopo la sua cancellazione.

## Dibattito sull’affidabilità dei siti di recensione
Diversi gruppi di ricerche di mercato indipendenti, hanno dimostrato che i siti di recensione influenzano le scelte di mercato. e che il numero di utenti di questi siti aumenta di anno in anno.
La questione sull'affidabilità di queste recensioni è controversa.

### Critiche ai siti di recensione servizi
Molti siti di recensioni non predispongono mezzi per filtrare le recensioni al fine di evitare recensioni fasulle ed anche con i filtri è difficile eliminarle tutte. Altri semplicemente escludono tutte quelle negative.
Esistono società di professionisti del “reputation management” che a pagamento offrono il servizio di caricare molteplici recensioni positive o negative a pagamento.
Infine, chi paga per far parte di un sito di recensioni non gradisce le recensioni negative, perciò i siti di recensione a pagamento soffrono patologicamente di un conflitto di interessi,in alcuni casi le ditte hanno denunciato i recensori negativi per diffamazione.

### Risposta alla critiche
Altri esperti ritengono che gli utenti del web siano ormai scafati e sappiano riconoscere i siti oggetto di conflitto di interesse e quelli invece predisposti per riconoscere e gestire i differenti account di un utente in base al codice macchina, gli indirizzi IP ed i cookies (come Google Places e Recenzo) al fine di impedire le recensioni false.
Si moltiplicano le sentenze deterrenti nei confronti di pubblicisti di recensioni false, da anni in USA, ma ora anche in Italia.Specifiche politiche di deterrenza sono adottate dai maggiori siti di recensione.